# عقد لمفية رقبية سطحية
العقد اللمفية الرقبية السطحية (بالإنجليزية: Superficial cervical lymph nodes)‏ هي عقد لمفاوية تقع بالقرب من سطح الرقبة.
بعض المصادر تذكر ببساطة أنَّ هذه العقد تقع على طول الوريد الوداجي الظاهر، في حين مصادر أخرى تذكر أنها تقع فقط بالقرب من الوريد الوداجي الظاهر في المثلث الخلفي، وأنها بالقرب من الوريد الوداجي الأمامي في المثلث الأمامي.
يُمكن تقسيمها إلى:
- عقد لمفية رقبية أمامية سطحية
- عقد لمفية رقبية وحشية سطحية